# Тольяттинский судоремонтный завод
«Тольяттинский судоремонтный завод» — завод по строительству и ремонту судов, расположенный в городе Тольятти.

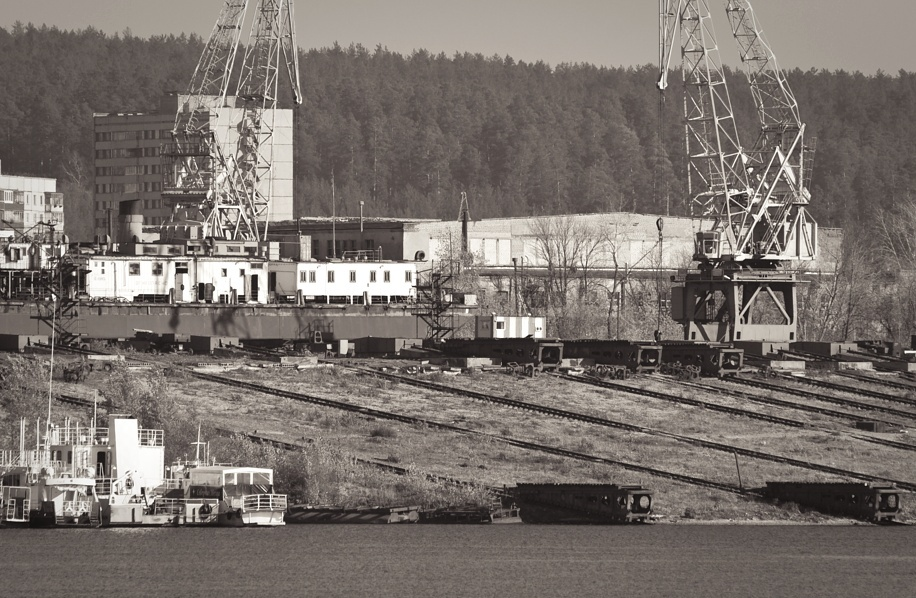

## История
13 сентября 1957 года на основании приказа № 202 заместителя министра речного флота РСФСР в число действующих предприятий Министерства речного флота был включён Ставропольский судоремонтный завод.
Однако историю свою завод ведёт с более глубоких времен. В 1931 году в селе Нижнее Санчелеево была образована ремонтно-тракторная мастерская, состоящая на балансе Русско-Борковской МТС. В 1950 году ставропольские межрайонные мастерские были преобразованы в Ставропольский левобережный ремонтно-механический завод Куйбышевгидростроя. И уже на базе этого завода создавалась крупная база флота — Ставропольский судоремонтный завод.
В первую зимовку 1957-58 годов на завод было поставлено для ремонта 39 единиц флота, в том числе грузовые теплоходы типа «Большая Волга», «Шестая Пятилетка», буксирные суда «Красное Сормово», баржи, дебаркадеры. Наряду с ремонтом и техобслуживанием судов на завод возлагалась задача комплектации их экипажами.
Позднее завод был переименован в судоремонтно-механический.
Административно завод подчинялся Волжскому объединённому речному пароходству. На нём трудилось 511 человек. Специализировался на ремонте судов на плаву и ремонте двигателей Д-6,Д-12, производил мостовые краны и стрелы кранов. Акватория предприятия площадью 750 тысяч м² позволяла обслуживать транспортный буксирный и грузовой флот.
Вскоре на предприятии были реконструированы и построены новые цеха: СЛИП, деревообделочный, корпусно-сварочный цеха, испытательная станция, гальваническое отделение, литейный участок. Завод принял на баланс от Министерства речного флота транзитный грузовой и буксирный флот, жилой фонд.
В 1964 году после переименования Ставрополя в Тольятти было переименовано и предприятие: в Тольяттинский судоремонтный завод.
Также на заводе был освоен ремонт двигателей для судов на подводных крыльях типа М50, М400, М401, М644. Построен головной земснаряд серии Р-139. На зимовку 1964-65 годов было поставлено 194 судна, в том числе 62 самоходных.

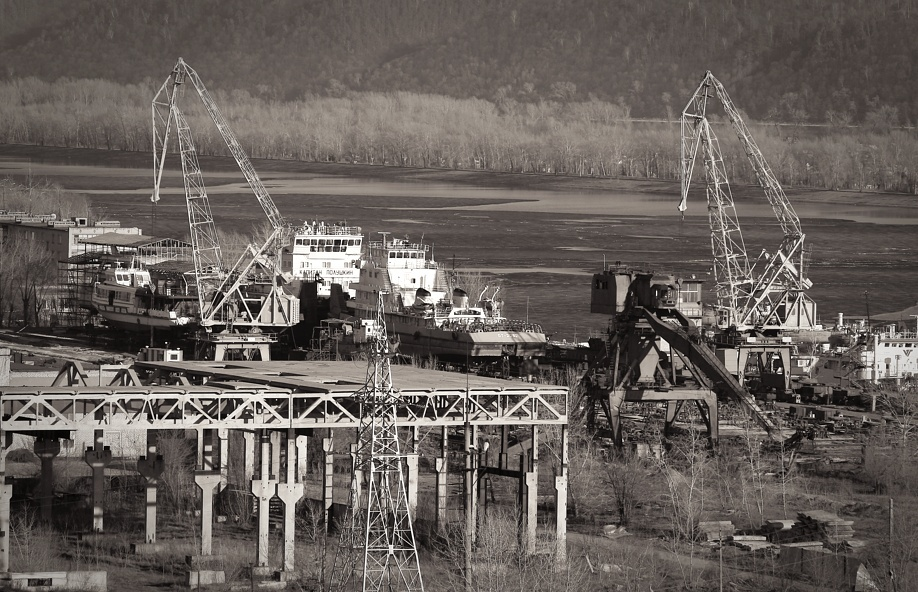

Всего в 1960-х годах к заводу было приписано 102 единицы самоходного и 118 единиц несамоходного флота. На заводе работало 974 человека. В 1964 году был сдан Дом культуры речников, а в 1967 году — две средние школы, поликлиника и больница. За победу в юбилейном социалистическом соревновании завод был награждён Почётным Красным Знаменем ЦК КПСС.
В 1975 году на предприятии трудилось 893 человека. Капитан теплохода «17 съезд ВЛКСМ», принадлежавшего Тольяттинскому судоремонтно-механическому заводу Семён Алексеевич Солкин указом Президиума Верховного Совета СССР был удостоен звания Героя Социалистического Труда.
К 1985 году среднесписочный состав работающих составил 954 человека. В 1986 году на техобслуживании завода находилось 246 единиц флота. В 1989 году завод получил 130 тысяч рублей для открытия специализированного цеха по изготовления станций СТОК-150 мощностью в 85 комплектов в год.
В 1992 году на базе «Судоремонтного механического завода» было создано ОАО «Судо-Волга». Позже в составе «Судо-Волги» выделились три организации — ООО «Судо-Волга», ООО «Тольяттинский механический завод» и ООО «Тольяттинский судоремонтный завод».
5 декабря 2003 года завод был внесён в Российский морской регистр судоходства с выдачей свидетельства о соответствии предприятия, согласно которому ООО «Тольяттинский судоремонтный завод» соответствует требованиям Российского морского регистра, как предприятие, осуществляющее слипование судов с доковым весом до 200 тонн, дефектацию и ремонт корпусов судов, изготовление и ремонт поворотных направляющих насадок гребных винтов судов. 6 декабря 2006 года предприятие было внесено в Российский речной регистр.
В начале 2008 года завод сменил владельца. Новым хозяином стала компания «Алком», занимающаяся производством автокомпонентов.

## Деятельность

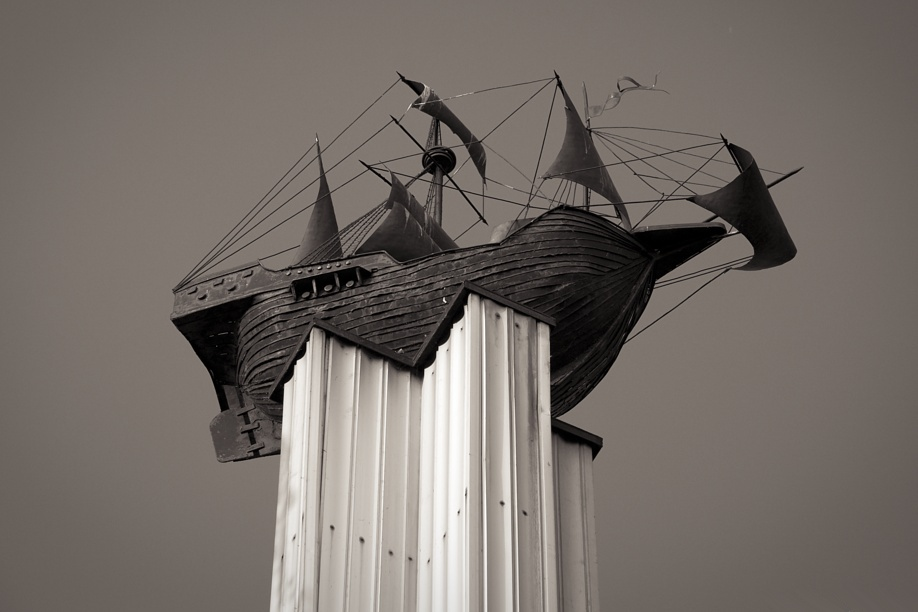

Основные заказчиками предприятия являются:
- Самарская судоходная компания,
- Управление делами Президента РФ,
- ОАО «АВТОВАЗ»,
- Администрация Самарской области,
- ОАО «Волготанкер»,
- ОАО «Порт-Тольятти»,
- ЗАО «Средневолжская судоходная компания»,
- ООО «Промкриоген»,
- Самарский речной порт.

## Расположение

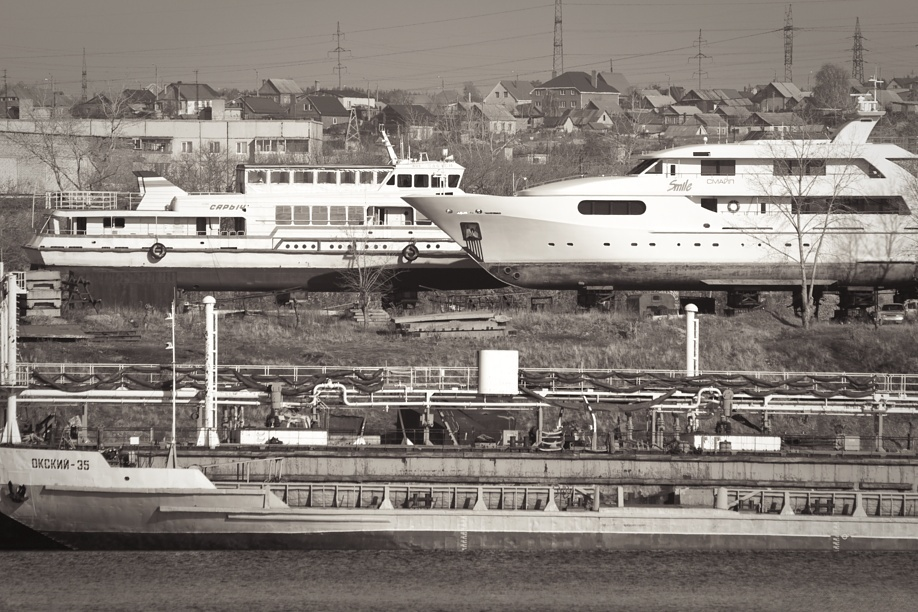

Завод расположен на территории в 28 га в межшлюзовом бьефе, раньше был связан со станцией «Жигулёвское море» железнодорожной веткой (ныне демонтированной).

## Директора
- Бессонов Иннокентий Михайлович 1957—1959
- Цариковский Иван Яковлевич 1959—1968
- Трофимов Вадим Сергеевич 1968—1980
- Белоглазов Борис Андреевич 1980—1985

### Руководители ОАО Судо-Волга
- Киселев Евгений Яковлевич 1985—1993
- Дружинин Владислав Николаевич 1993—1996
- Бусоргин Александр Павлович 1996—2002

### директора ООО «ТМЗ»
- Варнавский Александр Михайлович — 1998—2000
- Иванов Сергей Кузьмич 2000—2009